# Strage di Osaka
La strage di Osaka (附属池田小事件 ?, Fuzoku Ikeda shō jiken) fu un massacro scolastico commesso l'8 giugno 2001 in Giappone, presso la città di Ikeda, nella prefettura di Osaka a circa 20 chilometri dall'omonimo capoluogo.

## Il massacro
Quella mattina Mamoru Takuma, trentasettenne originario della prefettura di Hyōgo, affetto da problemi psichici e già sottoposto ad arresto in passato, sarebbe dovuto andare in tribunale per essere giudicato in quanto accusato di aver aggredito una persona diversi mesi prima. Egli invece si recò alla scuola elementare di Ikeda armato di coltello da cucina. Una volta all’interno pugnalò 21 studenti e due docenti. Al termine del massacro si riscontrarono 15 feriti e 8 morti (sette femmine e un maschio) di età compresa tra i 6 e gli 8 anni.
In carcere il colpevole affermò di aver scelto la scuola elementare di Ikeda in quanto istituto d’élite affiliato all’Università Kyoiku di Osaka, dichiarando così di voler dimostrare che anche i bambini appartenenti a famiglie benestanti possono essere uccisi in pochissimi secondi. La strage avvenne esattamente sette anni prima del massacro di Akihabara, nella quale un uomo alla guida di un furgone travolse diversi pedoni, per poi completare l’eccidio con un coltello.

## L’assassino
Takuma sin da bambino mostrò comportamenti insoliti e antisociali. All'età di tre anni correva nel centro dell'autostrada nazionale su un triciclo per causare ingorghi e dare fuoco ai gatti. Da ragazzo è cresciuto subendo abusi da parte di suo padre e dei compagni di scuola. Durante il secondo anno di liceo egli attaccò un insegnante e fuggì di casa per diversi mesi.
Nel novembre 1984 Takuma fu arrestato per aver violentato una donna e condannato a tre anni di prigione. Dopo il suo rilascio dalla prigione, Takuma si trasferì a Ikeda e trovò lavoro come autista di autobus e camion della spazzatura. I colleghi di Takuma lo hanno descritto come un uomo tranquillo e un po' solitario, a cui non piaceva trattare con i clienti. Nel 1998 Takuma fu licenziato dopo aver aggredito un passeggero per l'odore del suo profumo. Takuma trovò un nuovo lavoro come bidello nella scuola elementare di Itami, a 6 chilometri da Ikeda. Nell'ottobre 1998 Takuma fu arrestato perché accusato di aver aggredito la sua ex moglie.
Nel marzo del 1999 mandò quattro insegnanti all’ospedale, mettendo del tranquillante nel tè a loro destinato. Venne prima imprigionato e poi trasferito in una struttura psichiatrica nella quale cercò di suicidarsi, tuttavia il suo tentativo fu vano. Circa un mese dopo venne dimesso poiché considerato mentalmente ristabilito. Trovò infine lavoro come tassista ma fu licenziato dopo aver fratturato il setto nasale al fattorino di un albergo ad Osaka. Takuma è stato in carcere per lo meno undici volte. Si era sposato quattro volte prima del giugno 2001.
Dopo la strage nella scuola elementare una perizia psichiatrica gli diagnosticò disturbo borderline di personalità, disturbo antisociale di personalità e paranoia acuta. In udienza venne giudicato colpevole e condannato alla pena di morte, la quale venne eseguita mediante impiccagione il 14 settembre 2004.

## Elenco delle vittime
- Yuki Hongo (本郷 優希 Hongō Yūki)
- Mayuko Isaka (猪阪 真宥子 Isaka Mayuko)
- Yuuka Kiso (木曽 友香 Kiso Yūka)
- Ayano Moriwaki (森脇 綾乃 Moriwaki Ayano)
- Maki Sakai (酒井 麻希 Sakai Maki)
- Takahiro Totsuka (戸塚 健大 Totsuka Takahiro) (l’unica vittima maschile)
- Hana Tsukamoto (塚本 花菜 Tsukamoto Hana)
- Rena Yamashita (山下 玲奈 Yamashita Rena)